# Buprestis haemorrhoidalis
Buprestis haemorrhoidalis es una especie de escarabajo del género Buprestis, familia Buprestidae. Fue descrita por Herbst en 1780.
Es originaria del Paleártico. Ha sido accidentalmente introducida en el Neártico, alrededor del 1990.